# Тимохин, Фёдор Сергеевич
Фёдор Сергеевич Тимохин (1931—2007) — советский и российский инженер-конструктор, специалист по разработке систем жизнеобеспечения космонавтов, участник разработки и создания скафандров и средств спасения космонавтов для пилотируемых космических кораблей «Восток», «Восход», «Союз» и «Буран». Лауреат Государственной премии СССР (1985).

## Биография
Родился 26 ноября 1931 года в селе Новое Чернеево, Шацкого района Московской области.

### Образование и начало деятельности
С 1961 по 1966 года, без отрыва от производства обучался во Всесоюзном
заочном инженерно-строительном институте, по окончании которого получил специальность инженера-механика.

### ВНПП «Звезда»и участие в Космической программе
С 1954 года на научно-исследовательской работе на заводе №918 (с 1994 года — НПП «Звезда») Государственного комитета СМ СССР по авиационной технике (с 1965 года — Министерство авиационной промышленности СССР) в должностях: слесаря, технолога, руководителя технического бюро, заместитель начальника и начальник цеха, начальник производства и с 1972 года — заместитель главного инженера этого предприятия.
Ф. С. Тимохин внёс весомый вклад в разработку и создание систем жизнеобеспечения высотных полётов и средств спасения космонавтов, в том числе космических скафандров для выходов в космонавтов в открытый космос, катапультных кресел, средства аварийного покидания самолётов и спасательных жилетов  для пилотируемых космических кораблей «Восток», «Восход» и «Союз», а так же для орбитального корабля-ракетоплана многоразовой транспортной космической системы «Буран», созданного в рамках программы «Энергия — Буран».
4 ноября 1985 года «закрытым» Постановлением ЦК КПСС и СМ СССР «За разработку систем жизнеобеспечения пилотируемого космического корабля "Союз Т"» Ф. С. Тимохин был удостоен Государственной премии СССР.

### Смерть
Скончался 7 октября 2007 года в Москве, похоронен посёлке Родники
Раменского района Московской области.

## Награды
- Орден Трудового Красного Знамени
- Орден «Знак Почёта»

### Премии
- Государственная премия СССР (4.11.1985)[1][2]